# Копальня Фаннінг
Копальня Фаннінг – колишній гірничодобувний майданчик у центральній частині Тихого океану на острові Фаннінг (Табуаеран) у північній частині архіпелагу Лайн (наразі належить державі Кірибаті).
У другій половині XIX століття на тлі зростаючого попиту на добрива велись пошуки та видобуток гуано на численних островах світового океану. Зокрема, в 1877-му представник австралійської Houlder Brothers Company, що вела видобуток добрива на острові Старбак в центральній частині архіпелагу Лайн, побував на Фаннінгу та виявив тут певні обсяги придатного для розробки гуано. Втім, його було не настільки багато, щоб споряджати сюди окремі судна, тому протягом періоду з 1878 по 1880 роки біля Фаннінгу зупинялись та приймали на борт вантаж добрива судна Houlder Brothers Company, що прямували до Гонолулу чи Сан-Франциско. За такого підходу загальні обсяги вивезеного гуано не могли бути великими (втім, вони значно перевищували обсяги підібрані в такий же спосіб з розташованого так само у північній частині архіпелагу острова Вашингтон, звідки вивезли лише 300 бочок). 
Оскільки Houlder Brothers не заснувала на Фаннігу своєї бази, до острова також навідувались судна інших підприємців, що тривало до 1885 року. При цьому в квітні 1879-му тут розбився барк «Crosby», що прибув з Шанхаю із завданням узяти на Фаннігу вантаж гуано для доставки до Англії.